# アニー・シャラン
アニー・シャラン（Annie Challan, 1940年11月5日 - ）は、フランスのハープ奏者。
トゥールーズにルネ・シャランの娘として生まれる。9歳でパリ音楽院に入学してリリー・ラスキーヌに学び、15歳でプルミエ・プリを得て卒業。1956年からコンセール・コロンヌの首席ハープ奏者を務め、1958年からパリ・オペラ座の指揮者に就任した。1961年からロジェ・ブールダンとのデュオ活動や、ヴィオラ奏者のコレット・ルキアンを加えての三重奏など、室内楽の演奏を積極的に行った。1971年からヴェルサイユ音楽院の教授を務めた。